# 1 Dywizja Piechoty Morskiej (USA)
1 Dywizja Piechoty Morskiej (ang. US 1st Marine Division, 1MarDiv) – ekspedycyjna jednostka bojowa piechoty morskiej, przystosowana do prowadzenia morskich działań desantowych. Najstarsza i najliczniej udekorowana dywizja piechoty morskiej Stanów Zjednoczonych, sformowana 1 lutego 1941 roku.
Swój chrzest bojowy przeszła w sierpniu 1942 roku, gdy po lądowaniu na opanowanej przez Japonię wyspie Guadalcanal, w bitwie nad Alligator Creek broniła lotniska Henderson Field. W sześciomiesięcznej kampanii na Wyspach Salomona stanowiła podstawową jednostkę lądową broniącą opanowanego lotniska. Swoje działania bojowe w wojnie na Pacyfiku zakończyła udziałem w bitwie o Okinawę. Po zakończeniu II wojny światowej wspierała oddziały Kuomintangu w chińskiej wojnie domowej, po czym wzięła udział w obronie Korei. W latach 60. uczestniczyła w wojnie wietnamskiej, po czym w roku 1991 wzięła udział w operacji Pustynna Burza w Iraku. Od 2008 roku, pododdziały 1 Dywizji były regularnie rozlokowywane w Afganistanie, podczas tamtejszego konfliktu.
W ciągu swojej historii, została wyróżniona dziewięcioma Presidential Unit Citation – najwyższym amerykańskim odznaczeniem bojowym przyznawanym jednostkom wojskowym.

## Organizacja
W skład dywizji wchodzi batalion dowodzenia (Headquarters Battalion), odpowiedzialny za wspomaganie procesu dowodzenia i prowadzenie czynności administracyjnych dowództwa dywizji. W ramach batalionu dowodzenia funkcjonują kompania dowodzenia, kompania łączności oraz kompania transportowa. W skład dywizji wchodzą cztery pułki oraz pięć samodzielnych batalionów. Dowództwo dywizji stacjonuje w Camp Pendleton na Zachodnim Wybrzerzu Stanów Zjednoczonych w hrabstwie San Diego w Kalifornii, zaś batalion dowodzenia rozmieszczony jest w Camp Margarita.
| Pułki dywizji                              | Pułki dywizji                  | Rozmieszczenie   |
| ------------------------------------------ | ------------------------------ | ---------------- |
| 1st Marine Regiment                        | 1. pułk marines                | Camp Horno       |
| 5th Marine Regiment                        | 5. pułk marines                | Camp San Mateo   |
| 7th Marine Regiment                        | 7. pułk marines                | Twentynine Palms |
| 11th Marine Regiment                       | 11. pułk marines               | Twentynine Palms |
| Samodzielne bataliony                      | Samodzielne bataliony          | Rozmieszczenie   |
| 1st Combat Engineer Battalion              | 1. batalion inżynieryjny       | Camp San Mateo   |
| 3rd Assault Amphibian Battalion            | 3. batalion amfibijny          | Camp Del Mar     |
| 1st Light Armored Reconnaissance Battalion | 1. lekki batalion rozpoznawczy | Camp Las Flores  |
| 3rd Assault Amphibian Battalion            | 3. lekki batalion rozpoznawczy | Twentynine Palms |
| 1st Reconnaissance Battalion               | 1. batalion rozpoznawczy       | Camp Las Flores  |

Pułki 1., 5. i 7. składają się z jednej kompanii dowodzenia oraz czterech batalionów piechoty każdy, z których jeden batalion w każdym czasie rozmieszczony jest poza kontynentalnymi Stanami Zjednoczonymi. Bataliony piechoty to podstawowe jednostki taktyczne używane przez pułki do realizacji swoich zadań polegających na lokalizowaniu, blokowaniu i niszczeniu wroga za pomocą środków ogniowych i manewrów.
11. pułk jest pułkiem artyleryjskim, składającym się z baterii sztabowej i czterech batalionów artylerii. Pułk jest głównym źródłem wsparcia ogniowego 1. dywizji. Zapewnia on bezpośrednie i pośrednie wsparcie ogniowe jednostkom liniowym zgodnie z zapotrzebowaniem dowódców piechoty. Podstawową bronią pułku są lekkie haubice M777 kal. 155 mm, artyleryjskie systemy rakietowe wysokiej mobilności M142 HIMARS i ekspedycyjny system wsparcia ogniowego kal. 120 mm. Na jego wyposażeniu pozostają także moździerze 120 mm MO-120-RT-61, noszące w Stanach Zjednoczonych nazwę M327 Expeditionary Fire Support System.
Rozmieszczony na stałe w Camp San Mateo 1 batalion inżynieryjny, zapewnia 1 DPM wsparcie inżynieryjne taktyczne i logistyczne, a także w razie środki niezbędne w działaniach manewrowych. Zadaniem 3 batalionu amfibijnego jest transport bojowych elementów desantowych z okrętów desantowych na ląd podczas bojowych morskich operacji desantowych oraz wsparcie desantu środkami mechanicznymi. Używane przez batalion środki amfibijne służą przede wszystkim do transportu żołnierzy.
W skład dywizji wchodzą dwa utworzone w połowie lat 80. XX wieku lekkie bataliony rozpoznawcze, których misją jest prowadzenie działań rozpoznawczych i ubezpieczających, a w ramach swoich możliwości, także ograniczonych działań ofensywnych lub obronnych. Sięgający swoim rodowodem marca 1937 roku 1 batalion rozpoznawczy, wykonuje szeroki wachlarz operacji taktycznych i specjalnych w celu wsparcia działań dywizji.

## Historia
Dywizja wywodzi się z 1st Advance Base Brigade (1913) i 1st Marine Brigade (1935). Decyzja o utworzeniu 1 Dywizji została podjęta w maju 1940 roku, jednak w związku z faktem iż służba w korpusie piechoty morskiej była całkowicie dobrowolna, dywizja narażona była na trudności w rekrutacji wystarczającej liczby kadetów. Spowodowało to, że w chwili wybuchu II wojny światowej na obszarze Pacyfiku, ukompletowanie jednostki wynosiło jedynie 60%, wyposażona zaś była jedynie w 40 procentach. Oficjalnie jednostka została aktywowana 1 lutego 1941 roku na pokładzie pancernika USS „Texas” (BB-35), w grudniu zaś tego roku liczyła 8918 żołnierzy. Dywizja została utworzona na bazie istniejących 5. i 7. pułku marines, podczas gdy najstarszy 1 pułk, musiał zostać całkowicie odtworzony po jego rozwiązaniu w 1930 roku. W tym czasie jednak, jednostki te nie były uznawane za pułki, i oznaczone były jedynie za pomocą numerów 1st Marines, 5th Marines oraz 7th Marines.
Podobnie jak 1st Marines, od podstaw musiała zostać także zbudowana rozwiązana wcześniej jednostka artylerii dywizji – 11th Marines, która została utworzona w marcu 1941 roku. Jednostka złożona była wówczas z trzech pułków piechoty, pięciobatalionowego pułku artylerii oraz osobnych batalionów czołgów, ciągników amfibijnych, spadochroniarzy oraz batalionu inżynieryjnego. Po modyfikacjach w lipcu 1942 roku, dywizja w pełnej sile liczyła nominalnie 19 514 żołnierzy. Jej podstawę stanowiły trzy pułki piechoty z których każdy liczył 3168 żołnierzy, zorganizowanych w trzy bataliony po 933 żołnierzy. W marcu 1942 roku jednak, dywizja została pozbawiona 7th Marines, który został wysłany do bazowania na terenie Zachodnich Samoa, w jego miejsce zaś w skład dywizji wszedł 2. pułk (2nd Marines) ze składu 2. dywizji piechoty morskiej.
W dniu lądowania na Guadalcanalu 7 sierpnia 1942 roku, większość żołnierzy 1., 5. i 7. pułku wyposażona była w karabiny Springfield M1903, mimo że dostępne już wówczas były nowocześniejsze M1 Garand. Każdy pułk dywizji z jego kompanią wsparcia dysponował jednak dużą siłą ognia dzięki 80 ciężkim karabinom maszynowym i 30 lekkim, 18 działkom przeciwpancernym M3 kalibru 37 mm, a także 30 (18 M2 60 mm i 12 M1 81 mm) moździerzom. Artyleryjski 11. pułk składał się z pięciu batalionów, z których 1., 2. i 3. wyposażone były wówczas w 12 haubic 75 mm M1A1 każdy, 4. batalion dysponował 155-milimetrowymi haubicami M1918, natomiast 5. batalion wyposażony był w haubice 105 mm M101.

### II wojna światowa

#### Guadalcanal

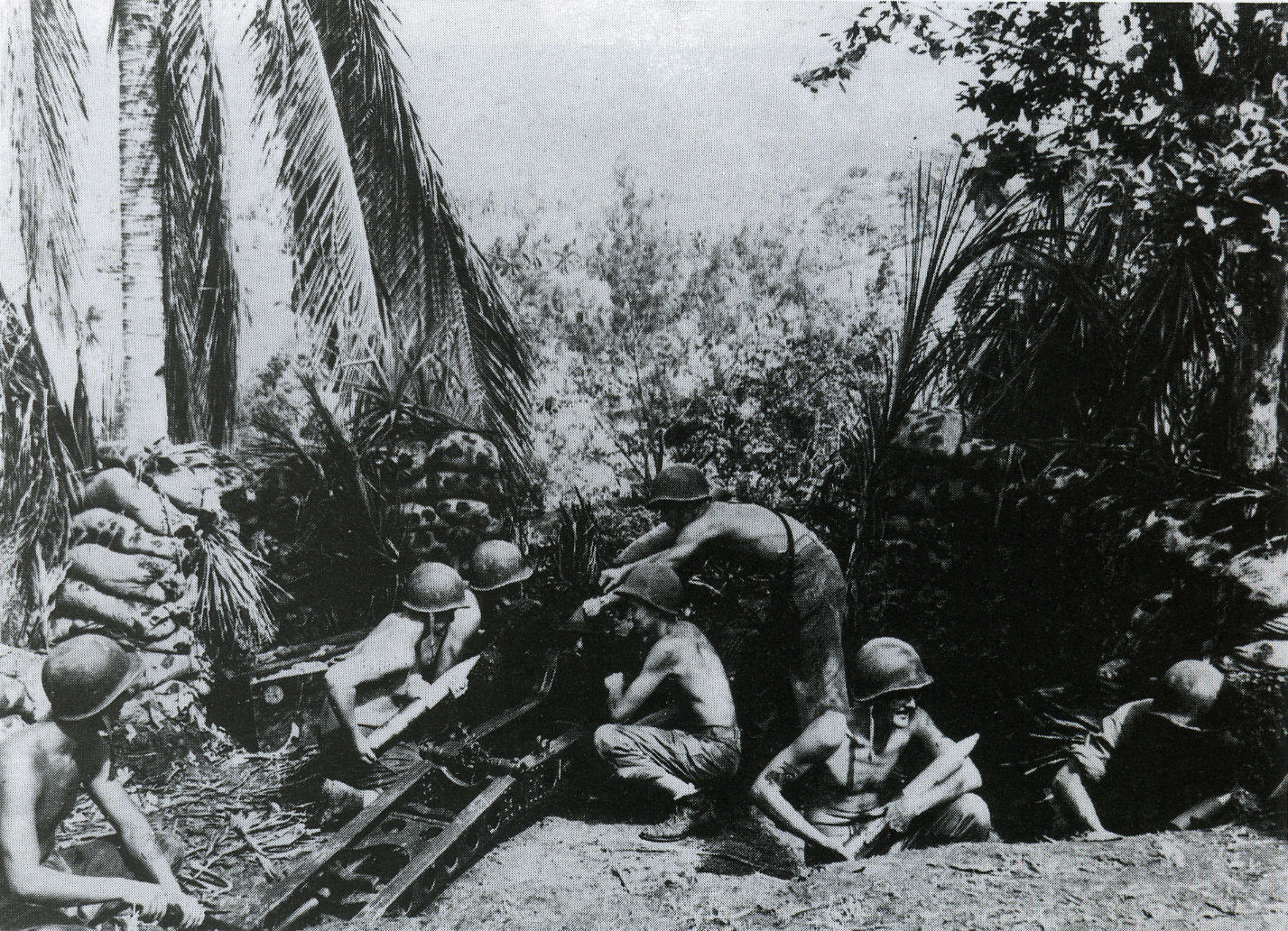
Żołnierze z 11th Marine podczas obsługi haubicy 75 mm M1A1 na Guadalcanalu

Po wybuchu wojny z Japonią, w lipcu 1942 roku dywizja w liczbie 8400 żołnierzy, została pod dowództwem gen. Alexandra Vandegrifta skierowana do Nowej Zelandii, z zaledwie jednak 25% jej ciężkich pojazdów. 7 sierpnia 1942 roku dokonała desantu morskiego na wyspy Guadalcanal, Tulagi i Peleliu. Przeciwko japońskiej 17. Armii, i w sześciomiesięcznych krwawych walkach kampanii na Salomonach, dźwigała na lądzie ciężar obrony lotniska Henderson Field na Guadalcanalu. Pod dowództwem gen. Vandegrifta prowadziła m.in. największe bitwy całej kampanii: nad Alligator Creek, o wzgórze Edsona, bitwę wzdłuż rzeki Matanikau, o Henderson Field, czwartą bitwę nad Manitaku, pod Koli Point oraz o górę Austen, Galloping Horse i Sea Horse. Zajmując linie obronne wokół stanowiącego oś całej kampanii lotniska, obok niemal codziennych bombardowań przez japońskie bombowce, poddawana była ostrzałowi artyleryjskiemu z japońskich ciężkich okrętów i niszczycieli z Ironbottom Sound, w tym najcięższemu z nich nocą 14 października 1942 roku, gdy japońskie pancerniki „Kongō” i „Haruna” wystrzeliły na pozycje dywizji 973 pociski kalibru 356 mm. W ciężkich warunkach tropikalnych, dywizja cierpiała również na choroby tropikalne – od sierpnia do grudnia, w szpitalach polowych zanotowano 8580 przypadków malarii w dywizji.
9 grudnia jednostka rozpoczęła wycofywanie z Guadalcanalu, zastąpiona tam przez 2. dywizję marines. Dywizja opuściła Guadalcanal dwoma transportami w grudniu 1942 i styczniu 1943 roku, zostawiając na wyspie 650 zabitych żołnierzy jednostki oraz 31 uznanych za zaginionych. 1278 żołnierzy dywizji zostało odznaczonych medalami Purple Heart za rany odniesione w walce. W tym samym miesiącu, japońskie dowództwo zdecydowało już jednak o wycofaniu z wyspy.
Po zakończonej amerykańskim zwycięstwem kampanii, wzięła udział w bitwie o Okinawę.

### Chiny i Korea
Po kapitulacji Japonii marines zostali rozmieszczeni w Chinach w regionie Szantung. Gdy wybuchła chińska wojna domowa amerykanie wspierali Kuomintang dostarczając zaopatrzenie wojskom wiernym legalnemu rządowi Chin, likwidując partyzanckie grupy ChALW i próbując mediacji między lokalnymi oddziałami. Wobec zbliżającej się klęski wojsk rządowych, w 1947 dywizja została ewakuowana z Chin.
W 1950 marines wzięli udział w obronie Korei, biorąc udział w desancie pod Inch’ŏn. Następnie toczyli walki uliczne w Seulu i atakowali na północ w kierunku Wŏnsan. Po chińskiej interwencji w Korei, marines zostali wyparci z okolic zbiornika Changjin w kierunku Hŭngnam, po czym wycofali się do Korei Południowej, działając przez resztę wojny w rejonie Wonju.

### Wietnam
Od 1965 roku 1 Dywizja Marines walczyła w Wietnamie, bazując w prowincji Quảng Nam. Przez kolejne 6 lat wykonywała operacje manewrowe przeciwko partyzantom tzw. Vietcongu. Opuściła Wietnam w 1971.